# Riserva naturale dell'Amudarya
La riserva naturale dell'Amudarya è un'area protetta (zapovednik) del Turkmenistan. Istituita nel 1982, copre una superficie di 49.500 ettari, suddivisi tra i distretti di Farap, Dänew e Birata della provincia di Lebap.
Scopo principale della riserva è quello di preservare alcuni tratti di tugai, la foresta rivierasca tipica della valle dell'Amu Darya, e alcune rare e minacciate creature che vivono nelle acque del fiume o lungo il suo corso, come gli storioni (Pseudoscaphirhynchus hermanni e P. kaufmanni), alcuni rettili (Phrynocephalus rossikowi, Alsophylax loricatus), il fagiano comune, il cervo di Bukhara, la gazzella gozzuta e altre.